# Adhesiu (etiqueta)

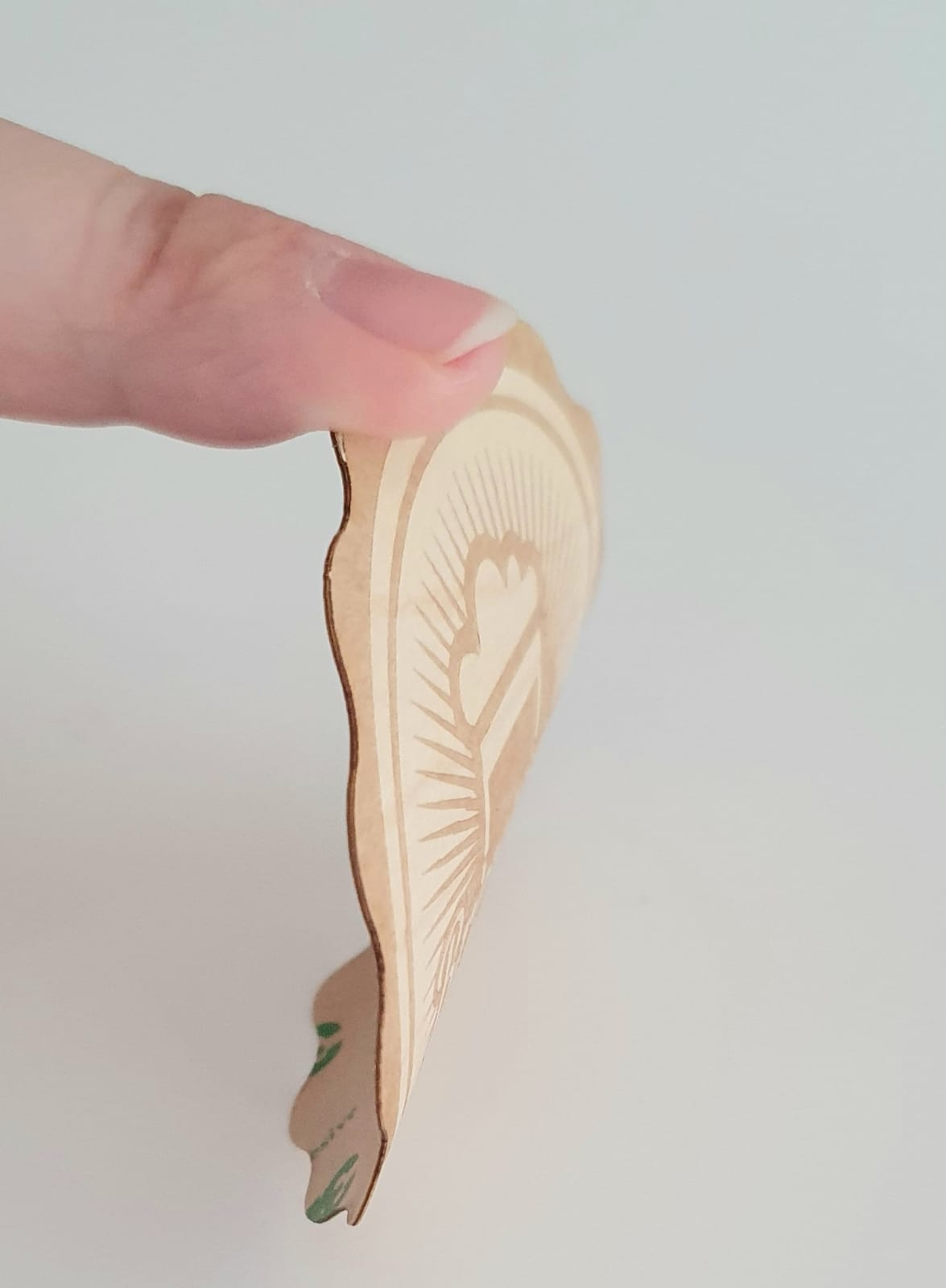
Adhesiu de fusta corbat

Un adhesiu és un tipus d'etiqueta, ja sigui un tros de paper imprès, plàstic, vinil o un altre material amb capacitat defixació sensible a la pressió (temporal o permanent) en una de les cares. Es pot emprar per a la decoració, la senyalística o amb altres funcions.
Els adhesius tenen moltes formes i mides diferents i també varien en color i disseny. Sovint s'adhereixen a articles com carmanyoles, carpetes, taquilles, quaderns, parets, cotxes, finestres, que s'utilitzen com a etiquetes de nom, etc.

## Història
Fins i tot els antics egipcis i sumeris utilitzaven segells de cilindres amb caràcters per identificar béns. Els romans i els grecs utilitzaven petits penjolls per a aquesta finalitat. En els segles següents, poc va canviar de forma. La invenció de la impremta al segle XV El segle xix va servir de base per a les etiquetes impreses, tot i que el seu ús va durar fins al segle xviii. segle s'acostava molt. Aleshores es va crear el primer adhesiu, semblant a l'actual. La part posterior estava recoberta amb cola i l'adhesiu es va enganxar al lloc desitjat. En el curs posterior del desenvolupament, van seguir més i més dissenys artístics. Untar amb cola va ser popular fins al segle xx. Century l'única manera de fer que les etiquetes siguin simplement responsables. Stanton Avery va fer les primeres etiquetes autoadhesives troquelades als Estats Units el 1935. Els adhesius de preu que va vendre amb el nom de Kum-Kleen tenien cola de goma a la part posterior. Això també va facilitar la seva eliminació de nou. La forma més comuna d'adhesius va ser introduïda al mercat mundial a principis dels anys 50 per Werner Jackstädt i la seva empresa de Wuppertal. Aquesta forma d'adhesiu consisteix en una pel·lícula de plàstic i té una capa adhesiva a la part posterior. Els adhesius van guanyar ràpidament popularitat com a forma fàcil i barata de fer arribar missatges al públic. 
Se li atribueix a R. Stanton Avery la creació del primer autoadhesiu el 1935. Mentrestant, els xips NFC ja s'estan instal·lant en adhesius i aquests es fan permanentment utilitzables per a ús exterior mitjançant una capa de resina,

## Ús

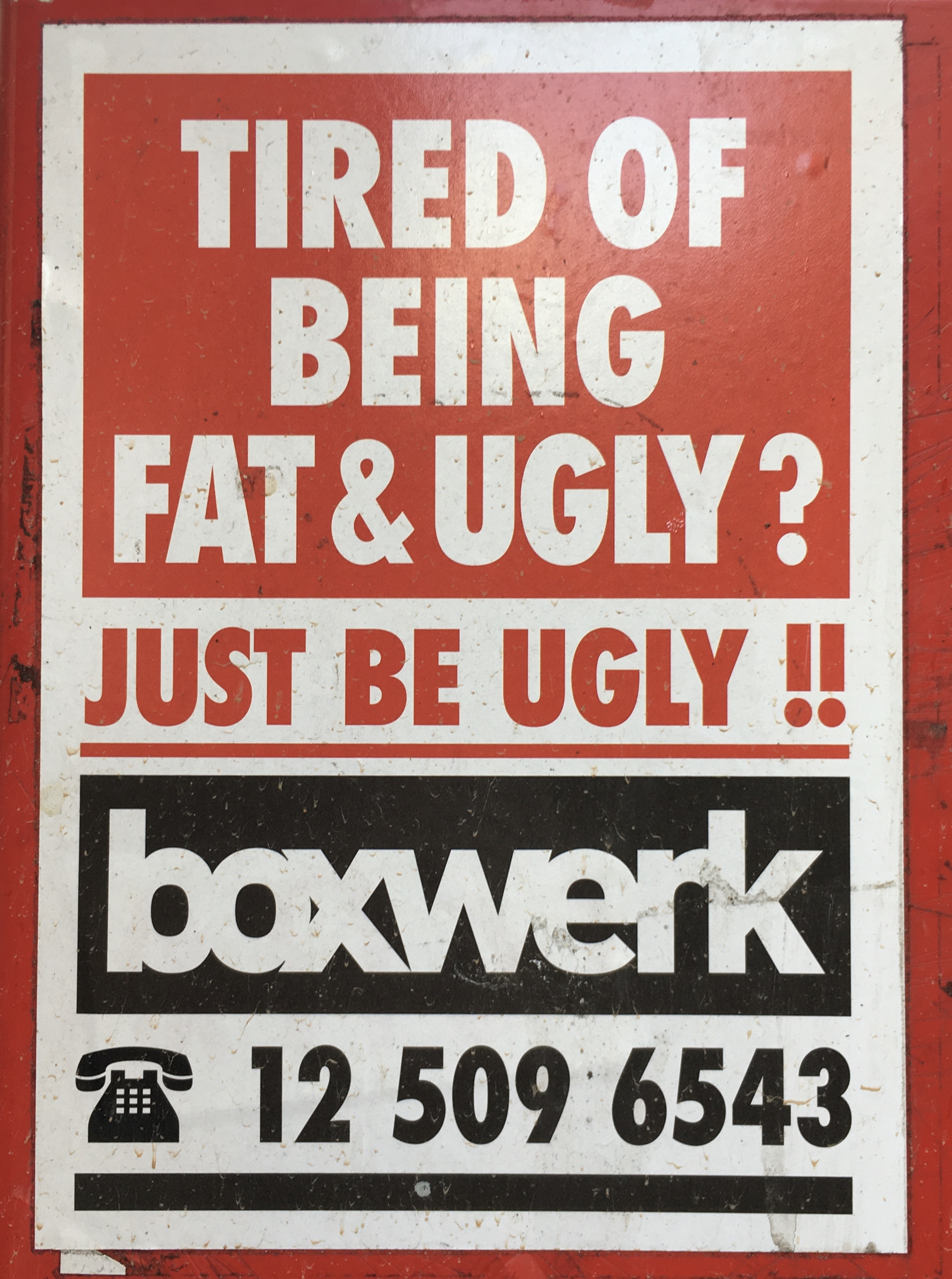
Adhesiu publicitari per a un estudi de boxa a Alemanya, a l'estil del màrqueting de guerrilla

Els adhesius són molt emprats quan un objecte requereix la identificació amb una paraula o idea. Es poden adjuntar adhesius de marca als productes per etiquetar aquests productes com a provinents d'una empresa determinada. També es poden utilitzar per descriure característiques dels productes que no serien òbvies a partir d'un simple examen, o per aclarir un error d'impressió o un canvi d'algun tipus en el producte, com ara el país d'origen, un canvi en els ingredients d'un producte, un data de caducitat o avís de drets d'autor, sense haver de desfer l'embalatge preexistent per a un canvi tan petit. Sovint s'utilitza un dispensador d'etiquetes com una manera convenient de separar l'etiqueta adhesiva del seu revestiment o cinta de suport.
Els adhesius col·locats als para-xocs dels automòbils, magnètics i permanents solen ser utilitzats pels individus com a forma de demostrar el seu suport a causes polítiques o ideològiques. La identificació de la matrícula del vehicle i els últims detalls del servei són dos exemples d'adhesius a l'interior de la majoria dels parabrises dels cotxes. El terme "adhesiu de finestra" s'utilitza generalment per a les etiquetes de vinil que estan enganxades a l'interior de la finestra d'un vehicle, a diferència dels adhesius resistents a l'aigua que estan enganxats a l'exterior d'un vehicle però que es poden fixar a qualsevol cosa.
Els adhesius també s'utilitzen per embellir pàgines de scrapbooking. Els que tenen aquesta finalitat inclouen acrílic, 3D, cartolina, epoxi, teixit, flocat, brillant, paper, inflat i vitela. Si bé inicialment es venien principalment en fulls de 2"x6", ara són de mida de 6"x12" i fins i tot els de 12"x12" són molt habituals.

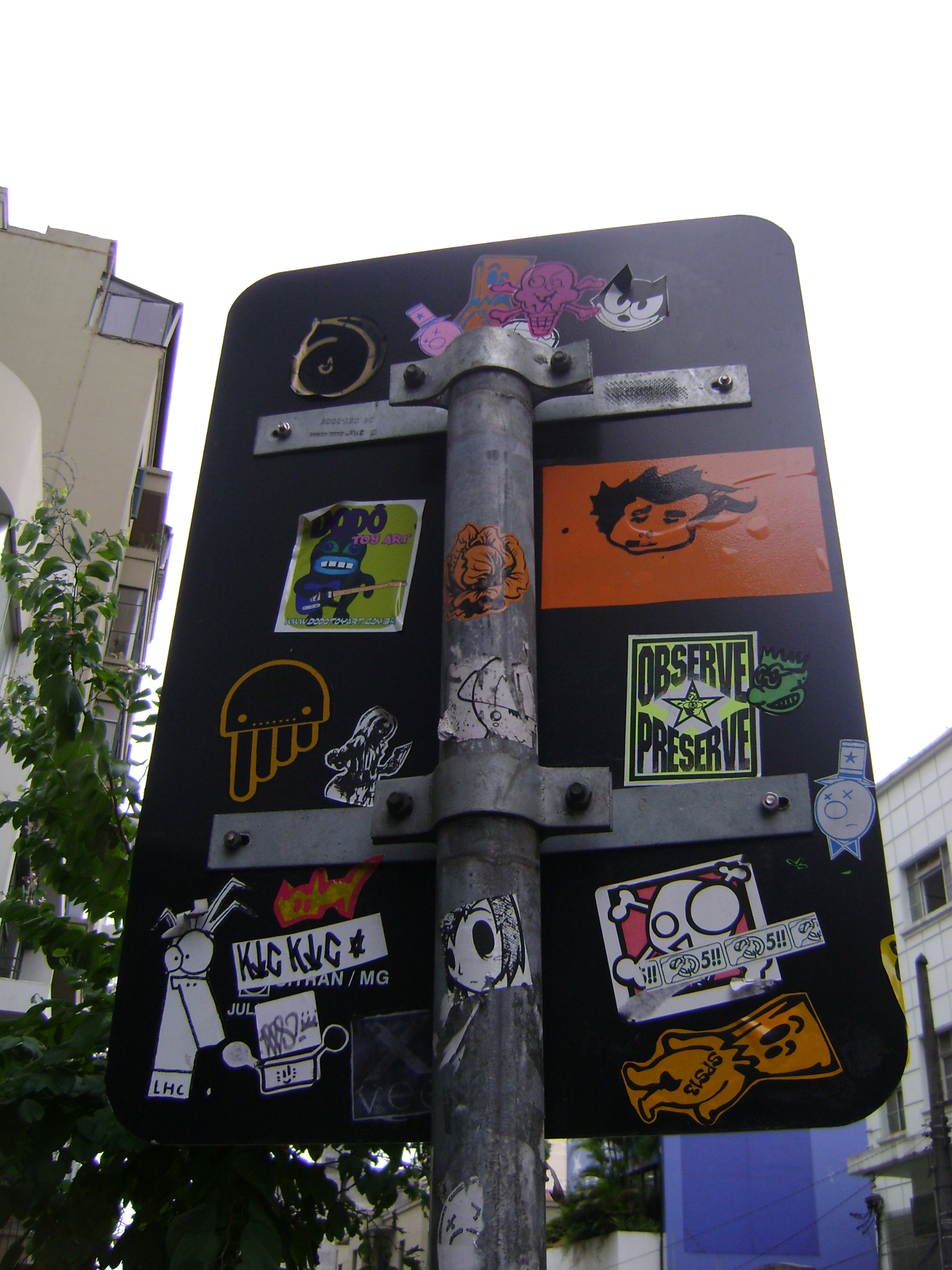
Adhesiu vandàlic a São Paulo, Brasil

Sovint es distribueixen com a part de campanyes promocionals i polítiques ; per exemple, en molts districtes electorals dels EUA, es donen adhesius que indiquen que una persona ha votat a cada votant quan surt del lloc de votació, principalment com a recordatori als altres de votar. Els observadors poden aplaudir de mans, tocar un clàxon o d'una altra manera aplaudir un bon adhesiu.
Al segle XVI l'aristocràcia francesa portava adhesius a la cara per amagar les taques. Avui dia també s'empren adhesius temporals per indicar si algú està lliure de determinats símptomes de salut, si s'ha vacunat o si s'ha aprovat algun protocol de seguretat.
També s'empren com a forma de màrqueting de guerrilla, a més de servir com a forma omnipresent de vandalisme visual i físic, però també de reivindicació de minories i col·lectius oprimits. 

## Col·leccionisme

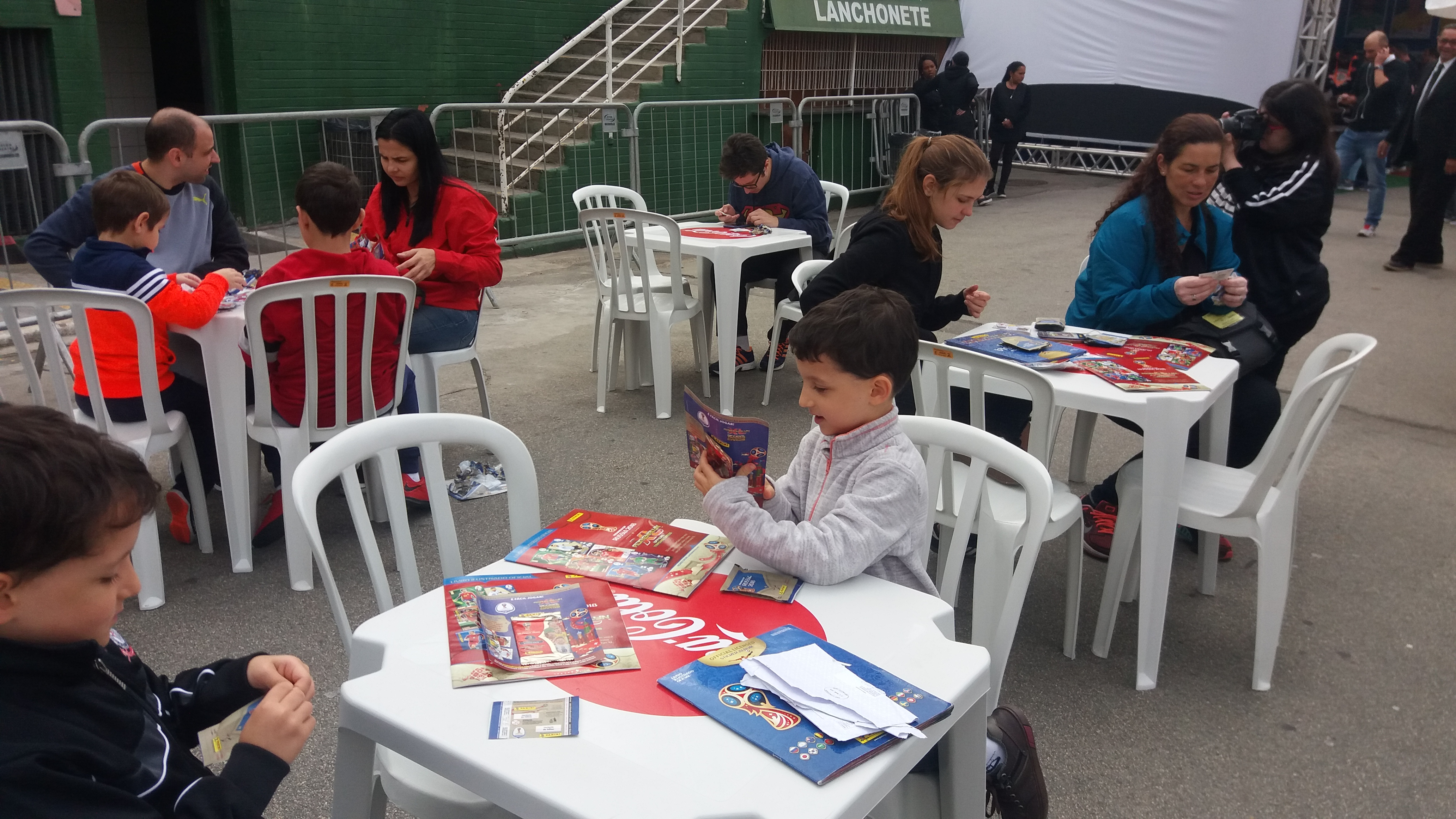
Comerç d'adhesius al Brasil per a l'àlbum d'adhesius de la Copa del Món 2018 de Panini

Els adhesius més senzills poden ser col·leccionables per principiants, que serveixen de porta d'entrada a l'afició col·leccionista.
A través d'una associació amb la FIFA el 1970, Panini va produir per primera vegada un àlbum d'adhesius de la Copa del Món per a la Copa del Món de 1970. Iniciaren un moviment per a col·leccionar i comerciar amb adhesius esportius i, des d'aleshores, aquesta pràctica s'ha convertit en part de l'experiència de la Copa del Món, especialment en generacions de joves. El diari britànic The Guardian afirmà que "la tradició d'intercanviar adhesius duplicats [de la Copa del Món] va ser un element de joc durant les dècades de 1970 i 1980".